# Bamberg, Staatsbibliothek, Msc.Can.6
Die Handschrift Bamberg, Staatsbibliothek, Msc.Can.6 ist ein Kodex, der eine frühe Abschrift des Liber decretorum enthält. Die Handschrift wurde im frühen 11. Jahrhundert in Worms geschrieben und kurz darauf von Heinrich II. nach Bamberg gebracht, wo sie bis zur Säkularisierung Teil der dortigen Dombibliothek war. Heute wird sie als Teil der Kaiser-Heinrich-Bibliothek in der Staatsbibliothek Bamberg verwahrt.

## Beschreibung

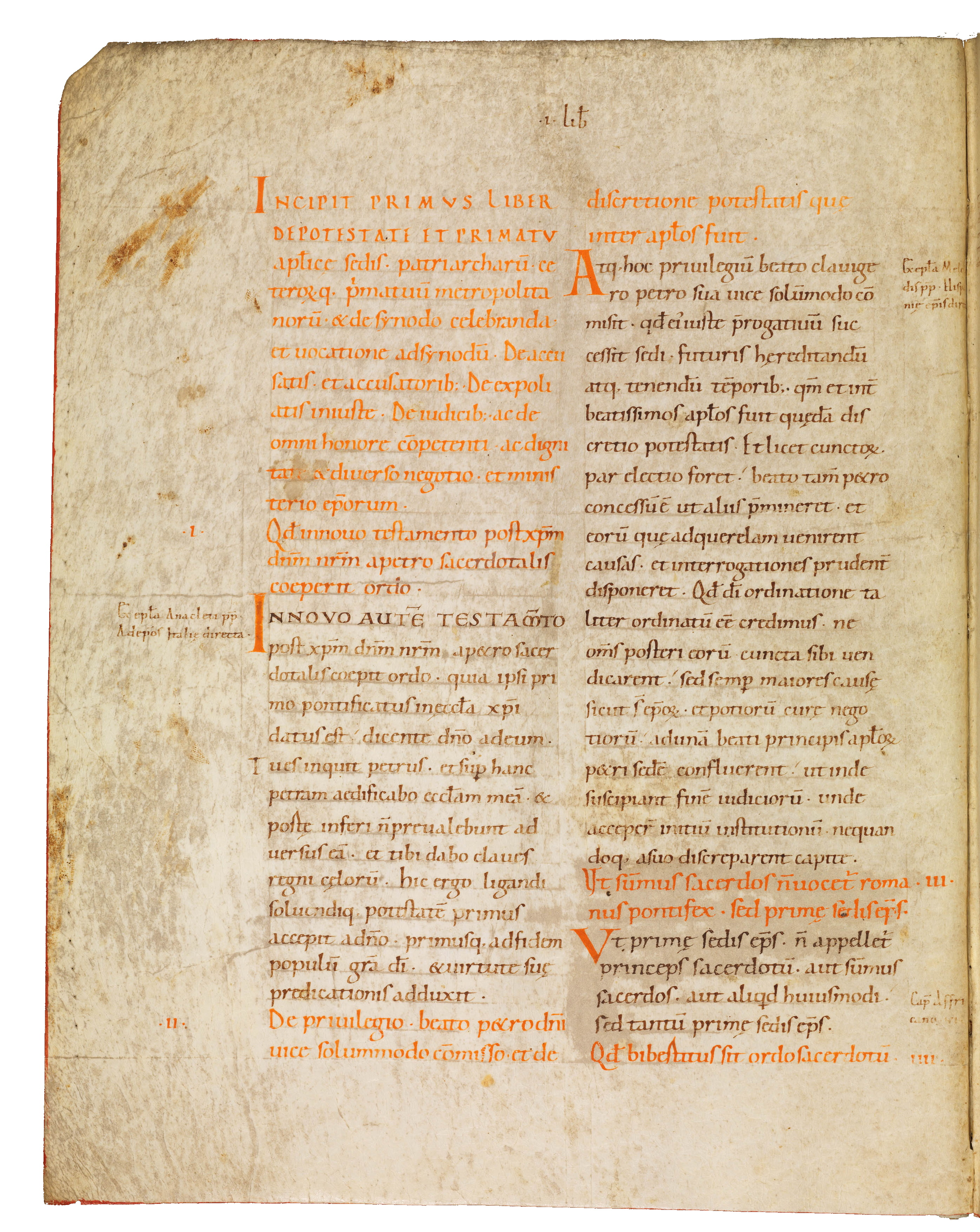
Beginn des ersten Buchs des Liber decretorum (Bamberg, Staatsbibliothek, Msc.Can.6, fol. 10v)

Der Kodex misst 33 auf 26 cm und umfasst 312 Blatt Pergament, die mit je 30 Zeilen in zwei Spalten beschrieben sind. Der Einband stammt von 1611.
Die Schrift ist eine Minuskel des frühen 11. Jahrhunderts; Hoffmann datiert sie auf ca. 1020 und unterscheidet zahlreiche Hände; der Text sei überwiegend in Worms geschrieben, den Nachtrag der Beschlüsse des Konzils von Seligenstand 1023 hingegen in Bamberg. Der Hauptschreiber sei auch an mehreren anderen in Worms hergestellter Abschriften des Liber decretorum (Frankfurt, UB, Barth. 50, Köln, Dombibliothek, Cod. 119 und BAV, Vat. lat. 585/586) beteiligt gewesen.
Buch- und Kapitelanfänge, Initialen und die Zählung der Kanones sind rubriziert; ansonsten ist die Handschrift schmucklos. Auf fol. 144v ist ein ganzseitiges, schlichtes Diagramm eingezeichnet, das die kirchlichen Eheverbote aufgrund von Blutsverwandtschaft erläutern soll (arbor iuris).

## Inhalt
Msc.Can.6 ist eine von rund 100 Abschriften des Liber decretorum, die ganz oder in Teilen erhalten sind. Die Bamberger Handschrift zählt zu den frühesten und wichtigsten Handschriften dieser kanonischen Sammlung.

## Digitalisate
Es gibt ein Digitalisat der Handschrift, das mit zwei URN und unterschiedlichen Funktionen verfügbar ist.
- URN: nbn:de:bvb:22-msc.can.6-8 (Digitalisat der Handschrift mit seitengenauen Zitierlinks und Download-Möglichkeit sowie mit Bibliographie und verlinkten Digitalisaten wichtiger Forschungsliteratur).
- urn:nbn:de:bvb:12-sbb00000072-2 (Digitalisat der Handschrift mit eingeschränkter Funktionalität, ohne Zitierlinks und Download-Möglichkeit).
- Bamberg, Staatsbibliothek, Msc.Can.6 (Beschreibung der Handschrift im Clavis canonum-Wiki der MGH.)